# 森谷公俊
森谷 公俊（もりたに きみとし、1956年 - ）は、日本の歴史学者。帝京大学文学部名誉教授。

## 経歴
- 1956年　徳島県鳴門市生まれ。
- 1979年　東京大学文学部西洋史学科卒業
- 1982年　東京大学大学院人文科学研究科修士課程修了
- 1985年　同博士課程西洋史学専門課程単位取得退学
- 1985年　東京都立大学人文学部助手
- 1987年　早稲田大学教育学部非常勤講師
- 1992年　帝京大学文学部史学科助教授
- 2011年　同教授
- 2022年　同退職、名誉教授

## 人物
- 元歴史学研究会委員。
- 専門は古代ギリシャ・マケドニア史。
- 日本書籍「わたしたちの中学社会　歴史的分野」（現在は使用されてない）の執筆者。この教科書は担当している授業（西洋史概説）でもコピーを使用している。
- ジェンダー史にも関与している。
- スポーツに関心がある。特にラグビーファンであり、毎年帝京大学の出場する大学選手権を観戦している。また、自身も元サッカー部である。
- 大学における教育のあり方を積極的に考えた。
- 退職後は教育とは縁を切り、研究活動に専念する。

## 著書

### 単著
- 『王妃オリュンピアス―アレクサンドロス大王の母』（筑摩書房［ちくま新書］, 1998年）
  - 『アレクサンドロスとオリュンピアス―大王の母、光輝と波乱の生涯』（ちくま学芸文庫, 2012年）
- 『王宮炎上――アレクサンドロス大王とペルセポリス』（吉川弘文館［歴史文化ライブラリー］, 2000年）、オンデマンド版2017年
- 『アレクサンドロス大王――「世界征服者」の虚像と実像』（講談社選書メチエ, 2000年）
- 『学生をやる気にさせる歴史の授業』（青木書店, 2007年）
- 『興亡の世界史（01） アレクサンドロスの征服と神話』（講談社, 2007年）
  - 『アレクサンドロスの征服と神話』（講談社学術文庫, 2016年）
- 『アレクサンドロス大王東征路の謎を解く』（河出書房新社, 2017年）

### 編著ほか
- 『図説 アレクサンドロス大王』（河出書房新社〈ふくろうの本〉, 2013年）。図版書の解説
- 『ユーラシア文明とシルクロード　ペルシア帝国とアレクサンドロス大王の謎』
山田勝久・児島建次郎との共著（雄山閣, 2016年）

### 訳書
- プルタルコス『新訳 アレクサンドロス大王伝』（河出書房新社, 2017年）。英雄伝の新訳註・解説
- エリザベス・ドネリー・カーニー 『アルシノエ二世　ヘレニズム世界の王族女性と結婚』（白水社, 2019年）
- ディオドロス『アレクサンドロス大王の歴史』（河出書房新社, 2023年）。原典
- イアン・ウォーシントン『プトレマイオス一世　エジプト王になったマケドニア人』（白水社, 2025年）